# りっぴー れいんぼー☆ぱーてぃー
『りっぴー れいんぼー☆ぱーてぃー』は、ラジオNIKKEIで2007年7月2日から2008年6月30日まで放送されていたラジオ番組。
本放送は毎週月曜日と水曜日の18:15-18:30、その他ライブストリーミングやオンデマンド配信も実施されていた。

## パーソナリティ
- 飯田里穂
- 岡野浩介

## 主なコーナー
なんでもしゃべります。
リスナーより貰ったはがきの言葉から、司会者の2人がそれを考えて、答えるコーナー。方言や、海外の食べ物など、言葉や名前だけで、2人が想像する。
日本語サウンドエフェクト
番組で流すお題のSEがなんと聞こえるか送る。だが、現在このコーナーは停止している。
キャッチコピー募集
飯田里穂、岡野浩介それぞれのキャッチコピー『○○で○○ りっぴー』等、リスナーから送られてきたキャッチコピーを使う。オープニングトークなどで使われることが多い。
決め台詞、キャラクター募集
リスナーからのオリジナルのキャラや、決め台詞などを募集し、それを発表するコーナー。
死語2008
今や死語となった言葉、リスナーにとっての死語を募集するコーナー。
ばらして合わせて読んじゃって　5・7・5
リスナーの作った5文字又は7文字を送る。番組で組み合わせて川柳にするというコーナー。
れいんぼー川柳
リスナーがスタンダードな川柳を送るコーナー。

## りっぴー れいんぼー☆ぱーてぃー90分スペシャル
- 2007年10月7日「りっぴー れいんぼー☆ぱーてぃー 秋の大ぱーてぃ 90分生放送!」
- 2007年12月30日「りっぴー れいんぼー☆ぱーてぃー 年忘れ 90分生放送!」
- 書を募集し、最優秀賞には、飯田里穂直筆の書がもらえると言うプレゼントを出す。
- 年忘れ大放送では、青谷優衣、奥山明日香の2人がゲスト出演した。